# Tatsunori Yamagata
Tatsunori Yamagata (山形 辰徳 Yamagata Tatsunori?), född 4 oktober 1983 i Fukuoka prefektur, är en japansk fotbollsspelare.
Yamagata började sin karriär 2002 i Albirex Niigata. Efter Albirex Niigata spelade han för Albirex Niigata Singapore, Avispa Fukuoka, Tochigi SC och Kataller Toyama. Han avslutade karriären 2017.